# فرودگاه تونته انسخده
فرودگاه تونته اِنسخِده (به انگلیسی: Enschede Airport Twente) یک فرودگاه همگانی با کد یاتا ENS است که یک باند فرود آسفالت دارد و طول باند آن ۲٬۴۰۶ متر است. این فرودگاه در شهر انسخده کشور هلند قرار دارد و در ارتفاع ۳۵ متری از سطح دریا واقع شده است.